# Robert Petrič
Robert Petrič, slovenski hornist, * 1. maj 1975, Ljubljana.
Izhaja iz glasbene družine - oče Vili Petrič (trobentar), mati Majda Renko (pevka) in sestra Majda Petrič Facchinetti (violinistka). Na Akademiji za glasbo v Ljubljani je diplomiral iz roga v razredu prof. Jožeta Falouta. Med časom študija je izkušnje nabiral predvsem kot orkestrski glasbenik. 11 let je bil član Slovenskega narodnega gledališča Opera in Balet Ljubljana.
Od leta 2005 poučuje na Glasbeni šoli Grosuplje, kjer je od leta 2006 stalno zaposlen kot profesor za trobila. Je tudi član Univerzitetnega pihalnega orkestra Ljubljana (UPOL).